# Automerina caudatula
Automerina caudatula is een vlinder uit de familie nachtpauwogen (Saturniidae), onderfamilie Hemileucinae.
De wetenschappelijke naam van de soort is voor het eerst geldig gepubliceerd door R. Felder & Rogenhofer in 1874.